# Северный порт Палдиски
Се́верный порт Па́лдиски (эст. Paldiski Põhjasadam, код: EEPLN), ранее Се́верный порт (эст. Põhjasadam) — морской торговый и пассажирский порт на берегу Финского залива, расположенный между железной дорогой и морем в непосредственной близости от города Палдиски, Эстония. Связь: 12 канал МВ, позывные: «Paldiski Põhjasadam» (Port Control) или по телефону +37253292591. Оператор порта — акционерное общество Paldiski Sadamate AS . Адрес порта: ул. Пеэтри, 11. 

## История
Порт был основан российским императором Петром Первым в 1718 году как второй военный порт после Ревельского. Инженер-полковник Люберас запланировал здесь, помимо военной и торговой гавани, причалы, скрывающие вход в бухту, защищающие их сооружения, военное поселение, верфь и царский особняк. Строительство шло в 1716—1726 годах и продолжалось при царствовании императриц Елизаветы Петровны и Екатерины II в 1746—1770 годах под руководством инженера-генерала Генриха фон Брадке, инженера-генерала Абрама Ганнибала, генерал-фельдмаршала Бурхарда фон Миниха и др., но не было завершено. Вокруг крепости на берегу реки были построены бастионы и рвы, но возведение причала пришлось остановить, так как шторм разрушил построенное. Основанное рядом с портом поселение Балтийский порт в 1783 году получило права города. Из-за благоприятных ледовых условий Палдиски позже был выбран в качестве одного из конечных пунктов Балтийской железной дороги, строительство которой завершилось в 1870 году.
В 1940 году на основании договора о базах между Эстонией и СССР в Палдиски началось создание района береговой обороны Краснознамённого Балтийского флота. 
В годы германской оккупации, в 1943—1944 годах, в порту Палдиски фашисты установили специальные подводные сети, каждая длиной 250 м и высотой 40—70 м, которые закрыли вход в Финский залив советским подводным лодкам. Всего насчитывалось 350 участков таких сетей общей протяжённостью 87,5 км. Порт Палдиски в то время также был базой немецких сторожевых кораблей, охранявших эти сети и заложенные с той же целью мины.
В конце 1968 года вся территория Палдиски была превращена в закрытый гарнизон, в городе был построен Центр подготовки подводных лодок СССР и два ядерных реактора (демонтированы в 1995 году). В ходе распада Советского Союза Советская армия окончательно покинула Палдиски 2 сентября 1994 года.
После восстановления независимости Эстонии Северный порт Палдиски на 100 % находится в частной собственности. Предприятие Paldiski Sadamate AS основано в 1995 году и входит в состав концерна Baltic Sea Bunkering OÜ. 1 января 2011 года порт получил статус свободной экономической зоны. В целях упрощения процедуры продвижения грузов в Россию дочерняя компания акционерного общества Paldiski Sadamate AS — OÜ Palsteve — получила статус AEO (уполномоченного экономического оператора Европейского Союза).
Технические возможности порта и действующей в порту дочерней стивидорной компании OÜ Palsteve соответствуют мировым стандартам для портовых операторов, что подтверждается сертификатами качества ISO 9001, ISO 14001, OHSAS 18001, ОСПС. По состоянию на 2024 год на стадии внедрения находился процесс сертификации по стандарту ISO 45001 (система менеджмента безопасности труда и охраны здоровья).

### Проблемы порта после 2022 года
В сентябре 2023 года один из владельцев Северного порта Палдиски, бизнесмен Алексей Чулец сообщил о том, что акционерное общество Paldiski Sadamate AS и предприятие OÜ Palsteve сокращают 71 работника в сегменте грузовых перевозок. По бизнесу порта серьёзно ударили санкции, введённые против экономик России и Белоруссии, а для некоторых фирм, входящих в  состав концерна Baltic Sea Bunkering OÜ, сделали ведение дел невозможным. За месяц до этого член правления Baltic Sea Bunkering сообщил, что руководство группы ищет новых партнеров, рассматривая в таком качестве в том числе военных НАТО.
6 июня 2023 года сотрудники полиции безопасности Эстонии провели обыск в офисах двух предприятий, входящих в концерн Baltic Sea Bunkering OÜ. Фирму заподозрили в двух преступлениях — нарушении международных санкций и подлоге документов.

## Описание порта
Территория порта — 540 048,34 м², площадь акватории — 2 220 056,2 м². Акватория порта отделена от Балтийского моря защитным молом длиной 375 метров. Период навигации — с 1 января по 31 декабря. Порт способен принимать океанские суда. Продолжается расширение причальной зоны протяжённостью в 850 метров под строительство специализированного терминала для приёма грузовых паромов и контейнерных судов. Порт не оказывает услуги мореходам-любителям.
Технические данные порта согласно Регистру портов Эстонии:
- общий тоннаж судна — 7500 тонн и более;
- наибольшая длина судна — 250 м;
- наибольшая ширина судна — 36 м;
- наибольшая осадка судна — 12 м;
- наименьшая ширина судового хода —  м;
- наименьшая глубина судового хода — м.

Порт имеет 9 стационарных причалов общей длиной 1243 метра, они оборудованы для приёма генеральных, контейнерных грузов и грузов типа «ро-ро»:
| Наименование причала                                  | Тип причала  | Глубина у причала, м | Длина причала, м |
| ----------------------------------------------------- | ------------ | -------------------- | ---------------- |
| № 1, причал для судов ро-ро                           | стационарный | 9,3                  | 200              |
| № 1a, отстойный                                       | стационарный | 4,9                  | 59               |
| № 2, для погрузки и разгрузки                         | стационарный | 4,9                  | 140              |
| № 3, отстойный                                        | стационарный | 4,9                  | 35               |
| № 4, для погрузки и разгрузки                         | стационарный | 3,7                  | 136              |
| № 5, для погрузки и разгрузки                         | стационарный | 3,7                  | 38               |
| № 6, для погрузки и разгрузки, суда ро-ро             | стационарный | 11,5                 | 310              |
| № 6B, для погрузки и разгрузки судов ро-ро, 3 прикола | стационарный | 8,6                  | 155              |
| № 7, для погрузки и разгрузки, суда ро-ро             | стационарный | 12,2                 | 170              |

Оказываемые портом услуги:
- погрузка и разгрузка грузов (в т. ч. опасные грузы);
- складирование и хранение грузов на территории свободной экономической зоны или на таможенном терминале;
- стивидорные услуги;
- снабжение топливом и смазочными веществами;
- водолазные работы;
- ремонтные и покрасочные работы;
- обслуживание пассажиров на линии Палдиски — Капельшер (Швеция) — Палдиски (до 2022 года на пароме «Rosella»).

Северный порт Палдиски в своей собственности имеет:
- 14 закрытых складских помещений для хранения различных типов грузов, включая акцизные товары, общей площадью 25 тысяч м². Есть помещения для проведения предпродажной подготовки автомобилей, позволяющей устанавливать дополнительное оборудование на автомобили, проводить техосмотр, мойку автомобилей и пр.;
- автомобильные терминалы площадью 25 га на прилегающей к порту территории, оборудованные в соответствии с требованиями мировых автопроизводителей. Имеется возможность размещения до 15 тысяч автомобилей единовременно с загрузкой 250 автовозов в день. На территории Free площадью 16 га есть возможность хранить более 6000 автомобилей;
- железнодорожные пути протяженностью 3460 метров, соединяющие между собой все склады и причалы; мобильные рампы, позволяющие загружать железнодорожные платформы тяжёлой и крупногабаритной техникой;
- автомобильные дороги.

## Показатели деятельности
Торговый оборот:
| Год      | 2010 | 2011   | 2012   | 2013  | 2014    | 2015   | 2016   | 2017   | 2018   | 2019   | 2020   | 2021   | 2022   | 2023   | 2024, прогноз |
| -------- | ---- | ------ | ------ | ----- | ------- | ------ | ------ | ------ | ------ | ------ | ------ | ------ | ------ | ------ | ------------- |
| Млн евро | 1,55 | ↗ 3,33 | ↗ 4,06 | ↗ 6,0 | ↗ 10,01 | ↘ 9,64 | ↘ 8,51 | ↘ 8,46 | ↗ 8,82 | ↗ 9,06 | ↘ 5,84 | ↘ 5,25 | ↘ 3,00 | ↘ 1,74 | ↘ 1,12        |

Средняя численность работников:
| Год  | 2015 | 2016  | 2017  | 2018  | 2019  | 2020 | 2021 | 2022 | 2023 | 2024 |
| ---- | ---- | ----- | ----- | ----- | ----- | ---- | ---- | ---- | ---- | ---- |
| Чел. | 113  | → 113 | → 113 | ↘ 104 | → 104 | ↘ 94 | ↘ 87 | ↘ 71 | ↘ 48 | ↘ 19 |